# 짜린폰 쭌키앗

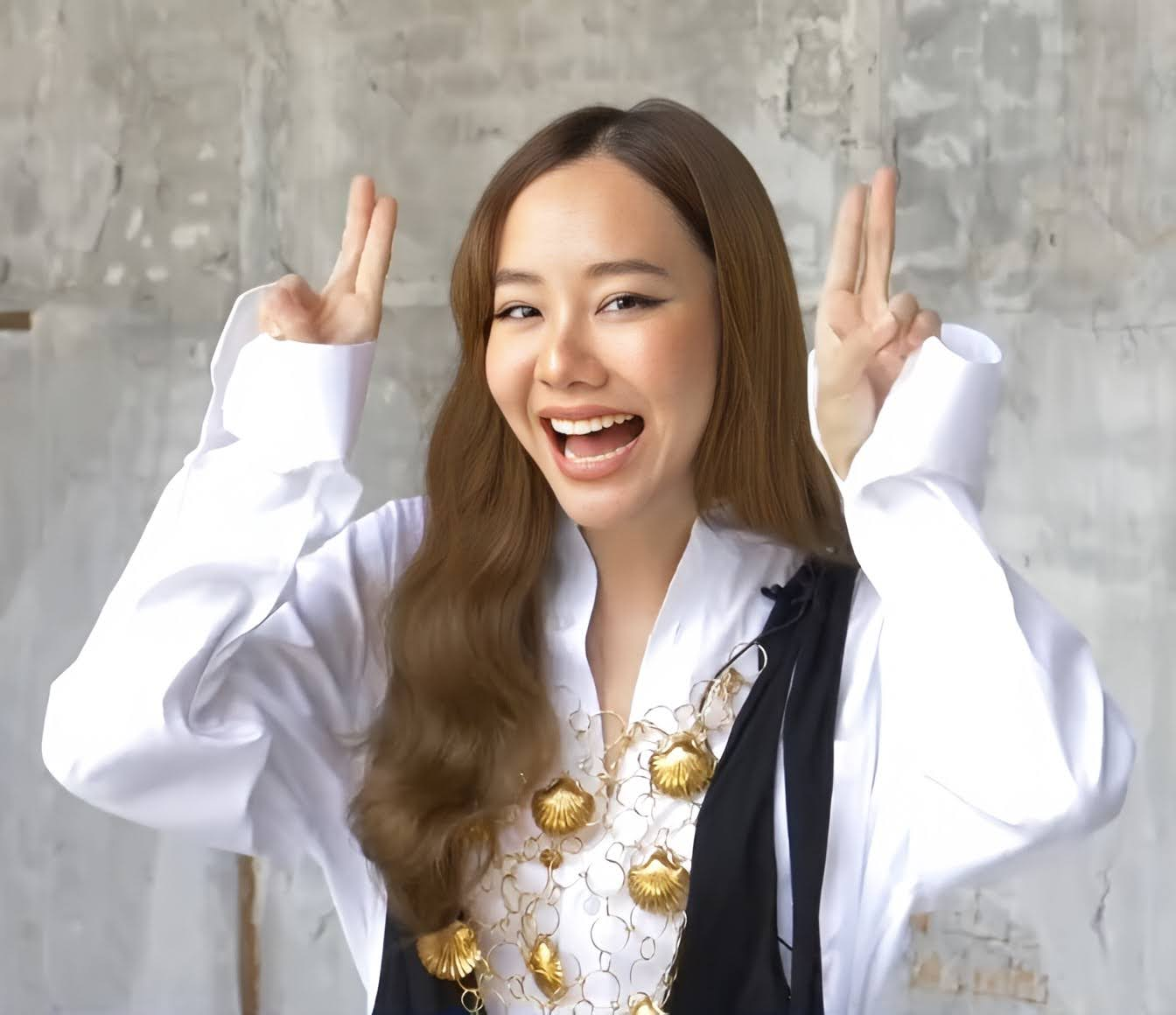

짜린폰 쭌키앗(태국어: จรินทร์พร จุนเกียรติ, 별명: Toey(เต้ย), 1990년 1월 29일 ~ )은 태국의 배우이다. 영문 애칭으로는 Toey라고 부른다.

## 출연 작품
- 디어 갈릴레오 (2009년)